# PerfectGoal
O PerfectGoal é um jogo de browser, de tipo gerente de futebol, desenvolvido pela empresa Art-e-Fakten de Hanôver em colaboração com o ex-jogador de futebol profissional e campeão mundial Gerd Müller. O jogo leva assim também o seu nome: „Gerd Müllers PerfectGoal“. O lançamento oficial do jogo foi em 01.10.2009. Desde Maio de 2010 o PerfectGoal está incluído no portefólio da editora e portal de jogos de browser Playnik. 

## Princípios de jogo
Ao registar, cada usuário escolhe em primeiro lugar o fuso horário no qual deseja jogar, uma vez que as partidas são realizadas em horários fixos do dia. Os jogos podem ser disputados às 07:30, 10:15, 13:00, 15:45, 18:30 e às 21:15 horas. Cada jogo é executado em tempo real e inclui um intervalo de 15 minutos.
O usuário recebe um estádio básico e uma equipa de 15 jogadores, incluindo o assistente técnico. A nova equipa é ainda muito jovem e pouco treinada. Durante o jogo, a força da equipa cresce cada dia através de treinos, compra de jogadores e formação de juniores. O usuário começa num servidor de Fase Pré-eliminatória, no qual cada intervalo horário a partir das 15:45 horas é ocupado por um jogo. Também é importante descobrir a melhor maneira para configurar, utilizar e treinar os jogadores no campo. Durante uma partida, o usuário tem a possibilidade de modificar a táctica e o posicionamento dos jogadores, através de jogadas como pressing ou contra-ataque, e de influenciar o jogo através das actividades do público.

## Temporadas, torneios e troféus
Se após alguns dias o novo usuário está pronto para avaliar a sua equipa num jogo de liga, ele pode escolher um servidor de liga para promover. O servidor de liga também está disponível em diferentes fusos horários. A mudança para este servidor pode ter lugar às segundas-feiras. Uma nova temporada começa na terça-feira e em cada semana há um novo servidor nacional disponível.
Uma temporada tem 34 dias e a segunda-feira a seguir, na qual não haverá jogos. Cada servidor de liga tem 63 Ligas com 18 equipas em cada liga, ou seja, um total de 1 134 equipas. As ligas estão dispostas na forma de uma pirâmide. As ligas profissionais: uma 1a Liga, duas 2a Liga, quatro 3a Liga. As ligas amadoras: oito 4a Liga, dezasseis 5a Liga e trinta e duas 6a Liga.
Todas as noites às 18:30 horas realizam-se os jogos de Liga. Os resultados e as classificações estão geridos de acordo com as regras gerais aplicáveis no futebol. Além disso, em cada temporada tem lugar pelo menos um torneio chamado PerfectCup. As equipas jogam umas contra as outras às 21:15 horas, de acordo com o sistema de eliminação, e as três primeiras equipas de cada servidor receberá um troféu.

## Estádio e arredores
Em paralelo com as partidas, o usuário tem a possibilidade de ampliar o seu estádio com arquibancadas, lugares de pé, assentos, camarotes simples e camarotes VIP, e expandir elementos com um total em torno de 200 níveis de desenvolvimento, como torres de iluminação, painéis, bancos para os técnicos, mas também hotéis, lojas para os fãs e uma academia para os juniores. A qualidade das construções e os preços de entrada, juntamente com outros factores como o tempo, a liga e os adversários, têm influência sobre o número de espectadores e consequentemente sobre os rendimentos do clube.

## Interface gráfica
O jogo é concebido com uma gráfica complexa. Muitas imagens, como o escritório do gerente, as instalações do clube e todos os edifícios periféricos, são representações gráficas 3D elaboradas de uma maneira muito realista. O elenco para uma partida pode ser realizado arrastando e soltando os jogadores a partir da bancada (Drag&Drop), mas também pode ser executado automaticamente pelo sistema. Actualmente, o único elemento Flash no jogo é a Roda da Sorte. Para girar a roda, cada usuário recebe uma ficha (chip). A Roda da Sorte contém 80 tipos de elementos a ser ganhados, que podem incluir, por exemplo, Jetons (a moeda do jogo), vários itens e certificados. Para assistir à uma ou mais partidas de futebol, o usuário pode abrir o "Live-Ticker", onde cada minuto são mostrados os eventos mais recentes da partida. O usuário pode também participar através da activação de jogadas ou de actividades dos espectadores para apoiar a equipa.

## Comunidade
O jogo inteiro está traduzido em várias línguas e actualmente está disponível em Alemão, Inglês, Francês, Espanhol, Português, Russo, Polaco, Turco e Búlgaro. Também o apoio ao cliente está disponível nessas línguas. Desde o início do PerfectGoal, o jogo tem mais de 110.000 usuários registados em todo o mundo.  Actualmente, a maior parte dos usuários, em cerca de 40.000 que jogam de uma forma activa, são usuários de Alemanha e Polónia. O jogo inclui também, para cada língua, uma janela de chat e um sistema de mensagens.

## Rentabilização
O jogo é financiado através da venda de itens que aumentam a jogabilidade ou fornecem funcionalidades adicionais. Na Loja de Itens, o usuário pode adquirir presentes motivacionais para os jogadores, tambores para o público, chips para a Roda da Sorte ou até Certificados para administrar o clube. Estes certificados contêm inúmeros artigos e funções adicionais, com as quais, por exemplo, pode avaliar melhor a força da equipa adversária, planear em avanço ou reconhecer o valor do talento de um jogador no mercado de transferências. A única restrição sujeita ao pagamento no decorrer regular do jogo é a Acreditação Profissional, para jogar numa das três ligas superiores. A Acreditação Profissional custa 1,50 € por mês, mas também pode ser obtida na Roda da Sorte. Com a aquisição dos chamados "Tempos", a segunda moeda do jogo, o jogador também pode diminuir muitos processos demorados, ou seja, concluir mais rápido as construções, curar rapidamente as lesões ou reduzir a estadia no campo de treino. O jogo está agora completamente livre de banners ou anúncios publicitários.

## Grupo-alvo
O jogo está livre de violência ou de conteúdos comprometedores, portanto, é adequado para todas as faixas etárias. O PerfectGoal dirige-se tanto aos fãs e apreciadores do futebol, como também aos usuários que preferem construir e gerir e para os quais a administração de um clube é mais importante do que o sucesso desportivo.

## Prémios
Em Dezembro de 2009, o PerfectGoal foi designado pelo portal browsergames.de como vencedor triplo: melhor gráfica, melhor divertimento e melhor jogo da categoria Desporto. 